# Русудан Багратиони (императрица)
Вижте пояснителната страница за други личности с името Русудан Багратиони.
Вижте пояснителната страница за други личности с името Русудан.
Русудан е грузинска принцеса и императрица на Трапезунд, втора съпруга на император Мануил I Велики Комнин.

## Биография
Русудан е член на грузинската царска династия на Багратионите. Въпреки това съществуват две теории за нейния произход. Според едно предположение Русудан е дъщеря на грузинския крал Давид VI Нарин (1245 – 1293) от първата му съпруга Теодора. Според Георги Пахимер Теодора е незаконна племенница на византийския император Михаил VIII Палеолог, дъщеря на някого от братята му. Според друга теория Русудан е дъщеря на грузинския крал Давид VII Улу (1247 – 1270).
Името на Русудан е споменато в хрониката на Михаил Панарет: „Госпожа Теодора Комнина, дъщеря на Мануил, Великия Комнин, от Русудан от Иверия“, което доказва, че Русудан е майка на траезундската императрица Теодора Велика Комнина..
Русудан се омъжва за Мануил I Велики Комнин около 1240 г. Тя умира около 1250 г., но не по-късно от 1260 г. След смъртта ѝ Мануил I се жени повторно за Ирина Сирикина.